# François Walker
François Walker (ur. 3 czerwca 1888 w Lunéville, zm. 6 sierpnia 1951 w Clichy) – francuski gimnastyk, medalista olimpijski.
W 1920 r. reprezentował barwy Francji na letnich igrzyskach olimpijskich w Antwerpii, zdobywając brązowy medal w wieloboju drużynowym. Startował również w wieloboju indywidualnym, zajmując 15. miejsce.